# Brigitte Kasten

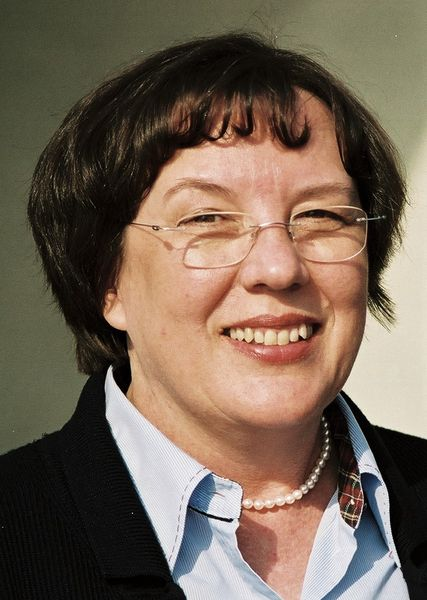
Brigitte Kasten, aufgenommen 2007 von Werner Maleczek

Brigitte Kasten (* 6. Oktober 1955 in Corrientes, Argentinien) ist eine deutsche Historikerin.

Brigitte Kasten studierte bis 1979 an der Universität Düsseldorf Germanistik und Geschichte. Danach legte sie das erste und das zweite Staatsexamen ab. 1985 wurde sie mit der Biographie Adalhards von Corbie bei Josef Semmler in Düsseldorf promoviert. Im Jahre 1996 habilitierte sie sich in Bremen bei Dieter Hägermann mit der Arbeit Königssöhne und Königsherrschaft. Untersuchungen zur Teilhabe am Reich in der Merowinger- und Karolingerzeit. Nach Tätigkeiten als Wissenschaftliche Assistentin an der Universität Düsseldorf, DFG-Stipendiatin im Nordrhein-Westfälischen Hauptstaatsarchiv sowie als Assistentin und Oberassistentin an der Universität Bremen wurde sie 2002 auf die Professur für Geschichte des Mittelalters an der Universität des Saarlandes berufen. Seit 1. April 2020 befindet sie sich im Ruhestand.
Ein zentraler Forschungsschwerpunkt Kastens ist die politische Verfassungsgeschichte der Karolingerzeit. Ihr Interesse gilt dabei insbesondere der Untersuchung handlungsleitender Normen sowie der Formen des Konfliktaustrags innerhalb der Herrscherfamilie. Weitere wichtige Schwerpunkte ihrer Arbeiten sind der Komplex von Lehnswesen, Landleihe und Prekarie in frühen und hohen Mittelalter, private und herrscherliche Testamente sowie die Hofhaltung und Verwaltung spätmittelalterlicher Fürsten. Kasten veranstaltete internationale Tagungen zur frühmittelalterlichen Grundherrschaft (Bremen 2003) und zu Herrscher- und Fürstentestamenten im Früh- und Hochmittelalter (Saarbrücken 2006). Von 2002 bis 2011 leitete sie ein DFG-Projekt zu Prekarie und Landleihe Alemannien/Elsaß bis zum Jahr 1300.

## Schriften (Auswahl)
Schriftenverzeichnis
- Christian Vogel, Christina Abel, Tobias Wagner, Katharina Smola, Daniel Ludwig (Hrsg.): Frankenreich – Testamente – Landesgeschichte. Festschrift für Brigitte Kasten zum 65. Geburtstag (= Veröffentlichungen der Kommission für saarländische Landesgeschichte. Bd. 53). Kommission für saarländische Landesgeschichte, Saarbrücken 2020, ISBN 978-3-939150-14-5, S. 677–681.

Monographien
- Adalhard von Corbie. Die Biographie eines karolingischen Politikers und Klostervorstehers (= Studia humaniora. Bd. 3), Droste, Düsseldorf 1986, ISBN 3-7700-0803-0.
- Königssöhne und Königsherrschaft. Untersuchungen zur Teilhabe am Reich in der Merowinger- und Karolingerzeit (= Monumenta Germaniae Historica Schriften. Bd. 44). Hahn, Hannover 1997, ISBN 3-7752-5444-7 (zugleich: Habilitationsschrift, Bremen, Universität, 1996).

Herausgeberschaften
- Tätigkeitsfelder und Erfahrungshorizonte des ländlichen Menschen in der frühmittelalterlichen Grundherrschaft (bis ca. 1000). Festschrift für Dieter Hägermann zum 65. Geburtstag (= Vierteljahrschrift für Sozial- und Wirtschaftsgeschichte. Beihefte. Bd. 184). Steiner, Stuttgart 2006, ISBN 3-515-08788-5.
- mit Dieter R. Bauer, Rudolf Hiestand und Sönke Lorenz: Mönchtum – Kirche – Herrschaft 750–1000. Josef Semmler zum 65. Geburtstag. Thorbecke, Sigmaringen 1998, ISBN 3-7995-7140-X
- Herrscher- und Fürstentestamente im westeuropäischen Mittelalter (= Norm und Struktur. Studien zum sozialen Wandel in Mittelalter und Früher Neuzeit. Bd. 29). Böhlau, Köln u. a 2008, ISBN 978-3-412-20062-6 (Rezension).